# Телемедицинске информације
Телемедицинске информације су скуп аналогних видео, текстуалних (историја болести и слично), дигиталних слика добијених са радиолошких скенера или других медицинских уређаја за аквизицију медицинских слика, интерактивна видеоконференција. Од добијеног медицинског материјала се формира телемедицински документ (база информација) који интегрише податке, у облику гласа, звука, слике или видео снимка, и у форми која је одређена, она може да се шаље ка другој страни (ка серверу) где се врши дијагностички тест, а затим анализа података. У таквој анализи је неопходно погледати претходно архивирани материјал (информације) из картона пацијента или материјал везан за дијагнозу о којој је реч. 
Ове информације омогућују говорну, сликовну, одосно мултимедијалну, комуникација између, међусобно удаљених лекара, али и пацијената, или лекара и лекара у циљу олакшавања и побољшавања размене информација за медицинске, здравствене, развојне и образоване намене.
Прикупљање ових информација омогућено је захваљујући примена савремених и високо софистицираних телекомуникационих и медицинских технологија за осигурање говорних, сликовних, одосно мултимедијалних, комуникација између, међусобно удаљених лекара и пацијената, или лекара и лекара, али и њиховог архивирања у електронском облику на серверима медицинских установа, чиме се остварују значајне уштеде у папиру, филмском материјалу, хемикалијама за развијање филнмова, складишном (архивском) протсору и побољшавава брза размене информација широм света за медицинске, здравствене, развојне и образоване намене.

## Значај
Основна предност телемедицинске информатике је у томе што искључује (или умањује) потребу за физичким кретањем пацијента или медицинског особља до одговарајуће медицинске установе. Основни преглед се често врши на лицу места: у сеоској болници, амбуланти, болничком возилу или на терену, док се дијагностика обавља у удаљеном центру који има врхунско особље и комплетну дијагностичку опрему. Тиме се уклањају разлике између јаких медицинских центара и метропола, и омогућава се не смао врхунска медицинска услуга на широком интернационалном нивоу, већ и доприноси даљем развоју здравства и образовања.
Такође велика предност телемедицинске информатике је архивирања медицинске доклументације у електронском облику на серверима медицинских установа, чиме се остварују не само значајне уштеде у папиру, филмском материјалу, хемикалијама за развијање филнмова, итд већ и рационализација у складишном (архивском) протсору и побољшавава брза размене информација широм света за медицинске, здравствене, развојне и образоване намене.

## Медицински сигнали
Принцип прикупљања телемедицинских информација је веома једноставан: прихватају се подаци (сигнали) са различитих сензора и преносе другим центрима на обраду и дијагнозу. Иако је реализација веома сложена с обзиром на веома сложене техничке захтеве, јавила се потреба за све већом обрадом, преносом, архивирањем и претраживањем веома великог броја изузетно великих фајлова, као што су медицинске слике. 
На почетку развоја телемедицинске информатике пажња је била прво посвећена радиологији, и патологији, док данас налази њену примену и у другим областима медицине: кардиологија, дерматологија, офталмологија, неурологија, ортопедија и хирургија.